# Saturn Girl
Saturn Girl (Imra Ardeen) es una superheroína ficticia que aparece en los cómics estadounidenses de DC. Una telépata talentosa del siglo 30, Saturn Girl es miembro fundador de la Legión de Super-Héroes. El título de "Saturn Girl" de Imra se refiere a su mundo natal de Titán, la luna más grande del planeta Saturno. Ha habido tres versiones de Imra desde su debut original, separadas por los eventos de las series limitadas Zero Hour e Infinite Crisis.
Saturn Girl hizo su debut en acción en vivo en un episodio de Smallville, y es interpretada por la actriz y cantante Alexz Johnson. Imra Ardeen apareció en la tercera temporada de Supergirl ambientada en el Arrowverso de DC, interpretada por Amy Jackson. En esta versión, ella es del futuro y fue la esposa de Mon-El y parte de la Legión de Super-Héroes.

## Historial de publicaciones
Saturn Girl apareció por primera vez en Adventure Comics #247 (abril de 1958) y fue creada por Otto Binder y Al Plastino.

## Biografía ficticia

### Edad de Plata
Durante la Edad de Plata de los cómics, la Tierra del siglo 30 es miembro de los Planetas Unidos y el hogar de su rama militar, la Policía Científica. La telépata más talentosa entre una raza de poderosos mentalistas, Imra dejó su mundo natal de Titán para unirse a la Policía Científica cuando era adolescente. Sin embargo, durante su vuelo a la Tierra, se intentó asesinar a su compañero de viaje y multimillonario R.J. Brande. Usando sus poderes de telepatía, Imra descubrió el complot y, con la ayuda de otros dos adolescentes a bordo, Lightning Lad y Cosmic Boy, atrapó al asesino y salvó la vida de Brande. A instancias de Brande, adoptó la personalidad de Saturn Girl y se unió a Lightning Lad y Cosmic Boy para fundar la Legión de Superhéroes, una organización de héroes adolescentes formada para honrar el legado de Superboy. Viajaron al siglo XX y le dieron un lugar en el equipo después de que pasó sus pruebas. Cuando Lex Luthor y la Legión de Supervillanos estaban a punto de matar a Superman, Saturn Girl se ofreció a morir en su lugar, aunque un truco de Superman hizo que Saturn Queen la salvara.
Como legionaria, Imra se ganó la reputación de sacrificarse; justo antes de las elecciones de liderazgo de 2975, se enteró de que un legionario moriría durante un ataque a la Tierra y decidió asumir esa responsabilidad ella misma. Usando su telepatía, Imra obligó a los otros legionarios a votar por su líder y luego les ordenó que no usaran sus poderes durante el ataque, pero Lightning Lad desafió sus órdenes y tomó su lugar en la muerte. Angustiada por su desinteresado acto de devoción, Imra prometió hacer todo lo posible para traerlo de vuelta. Pronto se desarrolló un método que podría revivir a Lightning Lad, pero solo a costa de la vida de otro miembro. Imra nuevamente interfirió en el proceso para asegurarse de que la suya fuera la vida que le quitaron, pero su plan fue frustrado por Proty, la mascota telepática que cambia de forma de Chameleon Boy. Proty admiraba a Imra y la engañó para que pudiera ocupar su lugar. Tras la muerte de Proty, Lightning Lad fue restaurado. A pesar de esta serie de eventos, el liderazgo de Imra fue muy valorado en la Legión, y su posición como líder, a pesar de sus medios de adquisición, se mantuvo. Obtuvo un segundo mandato al año siguiente. Como líder de la Legión, Saturn Girl fue el primer personaje femenino de un cómic en encabezar un grupo de superhéroes.
Románticamente, Lightning Lad (Garth Ranzz) había perseguido a Imra durante algún tiempo, pero ella había rechazado repetidamente sus avances. Después de que él sacrificó su vida por la de ella, comprendió la profundidad de sus sentimientos y se dio cuenta de que ella los correspondía. Después de salir durante casi diez años, Garth le propuso matrimonio, pero Imra inicialmente rechazó su oferta debido a una regla de la Legión que obligaba a los miembros casados a retirarse. Sin embargo, en algún momento después de consultar con sus mentores en Titán, Imra cedió, pero el retiro de la pareja duró poco; unos meses después de su matrimonio, estalló la guerra en la que todos los legionarios activos fueron capturados y las reservas se vieron obligadas a actuar. Las habilidades telepáticas de Imra fueron fundamentales en la eventual victoria de la Legión y, como resultado, se derogó la regla que prohibía a los miembros casados. Los Ranzz regresaron al servicio activo hasta que Imra dio a luz a su hijo, Graym, luego de lo cual ambos se retiraron para dedicarle su energía. Sin que la pareja lo supiera, Graym tenía un gemelo que fue robado al nacer por Darkseid y transportado al pasado, donde se transformó en el monstruo Validus (Tales of the Legion of Super-Heroes Annual 3). Validus luchó contra la Legión en numerosas ocasiones (e incluso mató a uno de los camaradas, el primer Invisible Kid), pero finalmente Darkseid lo devolvió como un bebé normal a sus padres ante la insistencia de Imra.
Imra se reincorporó brevemente a la Legión nuevamente en 2987 cuando Universo tomó el control de la Tierra e hipnotizó y encarceló a muchos héroes, incluida ella. La poderosa mente de Imra se liberó y finalmente rompió el control de Universo sobre la Tierra y lo obligó a perder el conocimiento. Fue entonces cuando se dio cuenta de cuánto llevaba la Legión en la sangre y se reincorporó, esta vez sin Garth, que disfrutaba de la vida como padre y amo de casa. Durante la "brecha de cinco años", el gobierno de la Tierra se volvió hostil a la Legión, y Garth quedó incapacitado por la plaga de Validus que asoló su Winath natal. Desilusionada por el gobierno y sintiéndose más necesitada en casa, Imra renunció a la Legión por última vez en 2990. Al regresar a Winath, ella y Garth se hicieron cargo de administrar una plantación de Winathian Lightning Ring, que se volvió bastante próspera. Usando su nueva riqueza, Imra y Garth reemplazaron su heroísmo con la ayuda simple pero necesaria de los demás, alimentando a una galaxia que sufre más de hambre que de supervillanos. Cuando la Legión se volvió a formar en 2994, los Ranzz los ayudaron, pero no se reincorporaron. En cambio, ampliaron su familia con el nacimiento de las hijas Dacey y Dorritt, quienes heredaron las habilidades telepáticas de Imra.

### Post-Zero Hour
Después del reinicio de Legion en la serie Zero Hour, Imra siguió siendo conocida como Saturn Girl y fundadora de Legión junto con Cosmic Boy y el renombrado Live Wire. Su diseño fue cambiado de versiones anteriores, combinando algunos elementos de uniformes anteriores. La parte superior y los pantalones de su uniforme tienen un diseño similar a su uniforme rojo y blanco, pero ahora son de color rosa en lugar de rojo, y tienen el logotipo familiar de Saturno.
Inicialmente, se dividió románticamente entre sus dos compañeros fundadores, después de quedar catatónica por cerrar la mente del Hombre Compuesto; Como su mentor Aven solo pudo restaurarla a un estado infantil, le exigió a Garth, y fue solo después de que él le dijo que la necesitaba que ella volvió a la normalidad.
Más tarde, después de que la mitad de la Legión, incluida ella misma, quedaron varados en el pasado por el Ojo Esmeralda, ella se despierta sin darse cuenta y posteriormente es atacada por el telépata misógino conocido como Doctor Psycho. Como resultado del ataque, Cosmic Boy quedó en coma y Psycho destruyó las barreras que Aven había puesto sobre sus poderes, aumentándolos considerablemente. Como resultado, Saturn Girl animaría inconscientemente al Cosmic Boy en estado de coma y casi se casa con él en ese estado antes de que su mente subconsciente se rebelara, convirtiendo a Cos en Garth hasta que cerró el enlace y Cosmic Boy se despertó correctamente.
Tras la renuncia de Invisible Kid, se convirtió en líder de la Legión y colocó a Garth como parte de un segundo grupo de legionarios en una estación espacial conocida como Legion Outpost para evitar la apariencia de nepotismo; este hecho lo irritó durante algún tiempo hasta que los tres fundadores se embarcaron juntos en una misión contra un régimen corrupto utilizando sus identidades y los símbolos de la Legión para apuntalar su régimen, durante la cual despejaron el aire. Poco después, Garth le propuso matrimonio y ella asintió.
Ambos estaban entre un grupo de legionarios varados en otra galaxia (Legión Perdida) por el colapso de una grieta, tiempo durante el cual Imra también creó una proyección psíquica de Aparición para estabilizar a Ultra Boy. Cuando se descubrió el engaño, tensó gravemente sus relaciones con la mayoría de los otros legionarios "perdidos". Ella renunció como líder, y poco después Garth se sacrificó para detener al loco Element Lad y permitir que los demás regresaran a casa a salvo.
A su regreso a casa, su mente estaba tensa por lo que había pasado y regresó a su luna natal de Titán para someterse a terapia psíquica. Luego, Universo la atrapó en una ilusión en la que nunca se había hecho pasar por Aparición, Element Lad no era un villano y Live Wire nunca había muerto, para evitar que ella interfiriera mientras él absorbía la mayor parte de la galaxia en una mente colmena con él mismo en el centro. Deprimida y enojada, cuando Sensor la liberó, usó su ira para atrapar a Universo en una ilusión similar.
Poco después, cuando ella y Cosmic Boy visitaron Trom, el planeta natal de Element Lad, encontraron un Garth resucitado en una versión cristalina del cuerpo de Element Lad, recreado a partir de cristales electrificados que Spark había encontrado y colocado allí. Sin saber cómo reaccionar ante él, pasó algún tiempo antes de que se reconciliaran adecuadamente.

### "Threeboot"
Con la renovación de la Legión en 2005, la historia personal de Imra se mantuvo prácticamente igual, aunque sus poderes (y los de la raza titánica) ahora han cambiado drásticamente. Los titanianos solo se comunican telepáticamente, habiendo perdido el uso de sus cuerdas vocales debido a siglos de evolución. Se afirma, en el caso de otro Titanian, que de alguna manera este tipo de telepatía puede imitar la semejanza de la comunicación verbal, haciendo que un Titanian mudo pueda hacer algo de humor irónico, o cambiar el "tono" de su telepatía de acuerdo con la situación. Como resultado, Imra solo "habla" transmitiendo sus pensamientos a sus compañeros miembros de la Legión. Todavía puede leer la mente, pero no puede expresarse en el lenguaje hablado, lo que la pone en desventaja en aquellas situaciones en las que su telepatía es inútil.
La apariencia de Imra ha vuelto a cambiar ligeramente. Su nuevo uniforme es similar a su uniforme Post- Zero Hour en diseño, pero de color rojo en lugar de rosa. Este uniforme luego es cambiado nuevamente por M'rissey.
Imra siempre ha sido retratada como fría, pero esta última renovación exagera aún más este rasgo de personalidad. Se involucra en el aislamiento emocional y tiene una conducta muy seria e introvertida. Esto puede deberse, en parte, a la vergüenza por su mutismo, que logró mantener en secreto a la Legión (con la excepción de Lightning Lad) durante bastante tiempo. De hecho, Lightning Lad parece ser el único con el que Imra se siente cómoda abriéndose (un guiño a su relación Pre-Crisis y la base para la renovación de su compromiso). Su madre ocupa un alto cargo en el Consejo de la UP y fue fundamental para forjar la alianza actual entre la UP y la Legión.
Sin embargo, se muestra que su frialdad oculta inseguridades mucho más profundas; Descuidada por Lightning Lad, dedicándose por completo a la causa de la Legión, ella siempre alberga sentimientos de insuficiencia, y echa toda la culpa de su relación fallida a su aparente falta de atractivo, su personalidad sencilla y su "discapacidad". Cuando Ultra Boy intenta consolarla, Imra comparte un momento de pasión, pronto descubierto por sus compañeros de equipo, del cual Lightning Lad no está informado. Más tarde, Lightning Lad se entera de su aventura, lo que ejerce una presión considerable sobre su relación, lo que lleva a Imra a evitar a Garth por un tiempo. Presionado por lidiar con el creciente comportamiento antisocial de Princesa Projectra, Imra se ve obligada a admitir sus verdaderos sentimientos hacia él, incluida la posibilidad de haber consumado su pasión con Ultra Boy en el plano mental.
Usando su telepatía, Imra jugó un papel decisivo en la localización de la forma espectral de Mon-El, escuchando sus súplicas telepáticas de ayuda. Ella buscó una relación cálida con Garth y se mantuvo en contacto con su madre, incluso sabiendo que las tensas relaciones entre la UP y la Legión significan que su madre arriesga su carrera cada vez que conoce a su propia hija.
Se menciona que su Legion Ring está modificado para desviar los impulsos mentales, lo que le permite beneficiarse del rango mejorado de comunicación y responder telepáticamente a la comunicación por radio hablada.

### Post-Infinite Crisis
Los eventos de la miniserie Crisis infinita aparentemente han restaurado un análogo cercano de la Pre-Crisis on Infinite Earths a la continuidad de la Legión, como se ve en el arco de la historia "The Lightning Saga" en Justice League of America y Justice Society of America, y en el "Superman y la Legión de Superhéroes" arco argumental en Action Comics. Saturn Girl está incluido en su número. Todavía está casada con Lightning Lad, ya que se la identifica como Imra Ardeen-Ranzz.
El escritor de historietas, Geoff Johns, comentó sobre el personaje:

Saturn Girl es el corazón y el alma de la Legión de Superhéroes. Cuando todo el mundo dice: 'Legion ya no funciona. Hay demasiada xenofobia. No puedes cambiar a la gente'. Saturn Girl dice: 'Sí, puedes'. Entonces, de repente, te das cuenta de que puede leer la mente de las personas. Ella conoce los secretos más profundos y oscuros de todos. Si ella tiene fe, entonces en el nivel básico, los seres humanos y los extraterrestres y todos pueden alcanzar esa meta, pueden alcanzar el logro y tener esa bondad dentro de ellos. Yo le creo. Estoy con ella. Y es por eso que Saturn Girl es tan importante para la Legión. Ella está en el epicentro de la verdad para todo el universo para mí.

### DC Renacimiento
En DC Universe: Rebirth, se ve a una misteriosa mujer rubia (presumiblemente Saturn Girl) durante un interrogatorio policial. Ha sido arrestada por robar un sándwich, sin darse cuenta de que la comida no es gratis en esta era. Ella dice que está allí para hablar con Superman y afirma ser su amiga. A pesar de que le dicen que Superman está desaparecido y posiblemente muerto, ella sonríe y responde que todo estará bien como lo ha visto en el futuro. Después del interrogatorio, los policías llaman a los servicios mentales para ella. En el último panel de esta escena, se revela que el único objeto que tenía era un anillo de vuelo de la Legión. En el arco argumental "I Am Suicide" de Batman, ella está encarcelada en Arkham Asylum. Aquí, Batman y otros dos caminan por una celda que alberga a la mujer rubia que respira en el vidrio de su celda y dibuja el símbolo de la Legión de Super-Héroes en la condensación. Dan DiDio de DC Comics ha confirmado que la mujer misteriosa en los temas de DC Universe: Rebirth y Batman es de hecho Saturn Girl.
En el crossover "Justice League vs. Suicide Squad", se revela que Emperatriz Esmeralda está buscando a Saturn Girl. Hace varios años, trabajó para Amanda Waller en la primera misión de Escuadrón Suicida a cambio de información sobre Saturn Girl. Sin embargo, Waller traiciona y encarcela al equipo después de la misión. Después de que Maxwell Lord separa al equipo, los convence de atacar a Waller y promete a Emperatriz Esmeralda que puede ayudar con su búsqueda. Mientras Emperatriz Esmeralda huye cuando el Ojo de Ekron se daña durante una batalla con la Liga de la Justicia y el Escuadrón Suicida actual, dice que tiene que encontrar a Saturn Girl y quedará atrapada si el Ojo se rompe. En Supergirl, se revela que Emperatriz Esmeralda es consciente de que fue engañada acerca de Saturn Girl. Anteriormente, el Ojo de Ekron recibió una visión creada para convencer a Emperatriz Esmeralda de que Saturn Girl fue quien destruyó su vida y, por lo tanto, tuvo que morir, pero Saturn Girl le mostró la verdad a Emperatriz Esmeralda.
Durante el arco cruzado de "The Button" entre The Flash y Batman, todavía encarcelado en Arkham Asylum, Saturn Girl está viendo un partido de hockey en la televisión. Se da cuenta de que uno de los jugadores morirá allí, lo cual se hace realidad, y comienza a gritar angustiada que nada lo detendrá, Superman no vendrá, al igual que sus amigos y la Legión morirán.
En Doomsday Clock, Saturn Girl ve a Rorschach (Reggie Long) siendo escoltado a su celda en Arkham Asylum y luego lo saca de su celda para escapar de la institución mental. Después de la fuga, ella revela que ella es Saturn Girl. Eventualmente encuentran y salvan a Johnny Thunder, quien acaba de encontrar la linterna verde de Alan Scott y los matones lo asaltaron, en una antigua acería. A partir de entonces, Saturn Girl, Johnny Thunder y Rorschach son encontrados por Ozymandias (a quien Rorschach está ayudando a encontrar al Doctor Manhattan) y los lleva a bordo del Owlship. Saturn Girl les dice que su nombre es Imra Ardeen, que su designación es Saturn Girl, que es una telépata del siglo 30 y que sirve como representante intergaláctica de la Legión de Superhéroes enviada para limpiar la corriente del tiempo de una anomalía desconocida que amenaza a Superman. Más tarde, ella y Johnny Thunder se quedan atrás en Owlship mientras Rorschach y Ozymandias usan la linterna para encontrar al Doctor Manhattan. Después de que el Doctor Manhattan se niega a regresar y Rorschach abandona a Ozymandias, Ozymandias regresa al Owlship donde Saturn Girl se sorprende al descubrir que puede leer la mente de Ozymandias, ya que se supone que eso no debe suceder. Acto seguido, Ozymandias golpea y noquea a Saturn Girl y Johnny Thunder. Ozymandias tiene a Johnny Thunder y Saturn Girl encarcelados en su escondite. Saturn Girl se desvanece al dejar de ser parte de la línea de tiempo actual. Cuando el Doctor Manhattan deshace el experimento que borró la Legión de Superhéroes y la Sociedad de la Justicia de América, Saturn Girl es restaurada.

## Caracterización

### Apariencia
En todos los medios, excepto en el programa de televisión Supergirl (2015-2021), Saturn Girl es un ser humanoide de piel pálida con una constitución delgada, cabello rubio y ojos azules o rosados. En el programa de televisión, es una morena de ojos verdes, interpretada por Amy Jackson.

### Poderes y habilidades
Los poderes de Saturn Girl en sus apariciones iniciales en la Edad de Plata parecían ser geniales; podía convocar a gente lejana; sondear las mentes humanas, electrónicas y animales; "empujar" las mentes debilitadas e incluso controlar directamente los pensamientos y emociones de los demás. En años posteriores, sus habilidades se retrataron de manera más conservadora; su telepatía se usaba con mayor frecuencia para comunicarse o detectar pensamientos superficiales, mientras que su capacidad para influir y sondear las mentes generalmente se limitaba a las mentes que ya se habían debilitado de alguna manera, como la fatiga o el control mental de un villano.
Saturn Girl post-Zero Hour fue nuevamente capaz de alterar, manipular y leer la mente. Podía comunicarse mentalmente, así como emitir ilusiones y mantenerlas indefinidamente, incluido el contacto pseudotáctil, mientras que las ilusiones podían mostrar una personalidad diferente a la suya y estaría al tanto de todas las interacciones en las que la figura ilusoria estaba involucrada en todo momento.
El alcance de sus poderes después del "Threeboot", aunque se desconoce, es sustancialmente más limitado. Aunque ha conservado el efecto "calmante" de sus poderes de su encarnación anterior a la crisis, no puede sondear mentes protegidas y debe concentrarse para ejercer una influencia directa en el cerebro de un oponente (como interrumpir la amígdala de un oponente). Su madre (embajadora de United Planet) parece más hábil que su hija, capaz de sentir instintivamente cuándo Imra está usando su telepatía. Los titanianos pueden elegir un sistema de comunicación de "transmisión abierta", que permita a todos, incluso los no telepáticos como especie, "escuchar" sus pensamientos o una "transmisión cerrada", creando una especie de "plano astral" en el que pueden "hablar". "completamente desapercibido y en absoluta privacidad. Imra puede modular su voz telepática en varios modos, incluido un "grito telepático", abrumador y convincente como uno expresado.
Como lo describe la Princesa Projectra, la telepatía titánica involucra principalmente el control de las funciones cerebrales superiores, e Imra es impotente contra los ataques mentales dirigidos directamente a su subconsciente o sus impulsos de identificación.

### Equipo
Como miembro de la Legión de Super-Héroes, se le proporciona un anillo de vuelo de la Legión. Le permite volar y la protege del vacío del espacio y otros entornos peligrosos.

## Otras versiones
- En The Dark Knight Strikes Again, Catgirl se hace amiga de una chica joven y precognitiva. Ella usa el nombre Saturn Girl, "debido a que aún no ha nacido", lo que implica que este personaje del siglo XXI tiene información del siglo 30 y lleva el nombre de Saturn Girl de la Legión. Ella es una figura de ojos pétreos que al principio está ansiosa por unirse al creciente ejército de Batman, pero luego rechaza la oferta cuando prevé el feroz ataque a Kelley por parte de un villano parecido a Joker.
- En Amalgam Comics Spider-Boy Team-Up # 1, Saturn Girl se combina con Psylocke como Psi-Girl de la Legión de Guardianes Galácticos 2099. Cuando cambia el tiempo, su forma reiniciada se llama Psi-Girl II.[33]

## Recepción
Saturn Girl ocupó el puesto 50 en la lista de las 100 mujeres más sexys en cómics de Comics Buyer's Guide.

## En otros medios

### Televisión

#### Acción en vivo
- Saturn Girl (junto con Cosmic Boy y Lightning Lad) hizo su debut de acción en vivo en el undécimo episodio de la octava temporada de  Smallville, titulado "Legion"; es interpretada por la actriz y cantante Alexz Johnson. Esta encarnación de ella no tenía el clásico traje de una pieza, sino una combinación más moderna de chaqueta, pantalón y camisa, aunque todavía tenía el logo de Saturno en su camisa. Durante "Legion", ella, Lightning Lad y Cosmic Boy salvaron a Clark Kent de Persuader y lo ayudaron a derrotar a Brainiac en el cuerpo de Chloe Sullivan, tomando los restos de Brainiac para reprogramarlos en el futuro.
- Imra Ardeen aparece en la tercera temporada de Supergirl. Es interpretada por la actriz británica Amy Jackson.[35] Ella es la esposa de Mon-El, los dos se conocieron en el siglo 31 y se casaron para asegurar una alianza política entre la Tierra y Titán.[36] Demuestra poderes telequinéticos en el episodio "Legion of Superheroes" cuando levanta pesas mentalmente en el patio de entrenamiento de una prisión durante una batalla con Reign. En el episodio "Of Two Minds", Imra menciona a su hermana muerta, Preya.[37] El objetivo de la Legión era volver al pasado para matar a un Worldkiller Pestilence que evolucionaría en el futuro como Blight, que mató a muchas víctimas, incluida la hermana de Imra. Ella, Brainiac 5 y Mon-El viajaron a un agujero de gusano que accidentalmente los llevó 12.000 años al pasado. Entraron en un sueño criogénico y fueron despertados por un torpedo submarino cuando Supergirl estaba deteniendo el nefasto plan de Morgan Edge; el DEO los localizó y les dio la bienvenida a su sede. Aunque es la esposa de Mon-El, ella (junto con Brainiac 5) oculta el verdadero propósito detrás de la misión de Mon-El, lo que provoca desacuerdos en su vida y trabajo entre ellos. Después de matar a Pestilence, las futuras víctimas y su hermana están vivas; intentan regresar en el futuro, solo para regresar para pelear contra Selena y Reign. Después de la pelea, Imra y Mon-El se separan amigablemente. Brainiac 5 se queda en el siglo XXI, mientras que Imra, Mon-El y el recién llegado Winslow Schott Jr. van a la Tierra del siglo 31.

#### Animación
- Saturn Girl apareció en el episodio de Superman: la serie animada, "New Kids In Town", con la voz de Melissa Joan Hart. Ella aparece en el pasado de Superman con Chameleon Boy y Cosmic Boy.
- Saturn Girl aparece en el episodio de Liga de la Justicia Ilimitada, "Far From Home".
- Otra versión de ella es un personaje regular en la serie animada Legion of Super-Heroes, con la voz de Kari Wahlgren. Esta versión del personaje tiene habilidades más cercanas a la encarnación original de Action Comics, con un aspecto algo más alienígena. Además de sus habilidades telepáticas, incluida la comunicación con mentes cibernéticas como Brainiac 5, el lanzamiento de ilusiones y las emociones calmantes, muestra habilidades avanzadas de combate cuerpo a cuerpo; en el episodio "Timber Wolf", también muestra una "explosión de pensamiento" que destruye varios robots y entra en un "trance curativo". Después de frecuentes apariciones en la primera temporada, Saturn Girl apareció brevemente en el estreno de la temporada 2 antes de entrar en coma curativo durante una batalla con Esper. Se la mostró recuperándose junto a Matter-Eater Lad, y regresó temporalmente a la acción en el episodio "In the Beginning" y luego desempeñó un papel fundamental en el final de temporada.
- Saturn Girl aparece por primera vez al final de la tercera temporada de Young Justice, donde trabaja encubierta en el restaurante de Bibbo Bibbowski. Saturn Girl aparece en la cuarta temporada de Young Justice, nuevamente con la voz de Kari Wahlgren.

### Película
- Saturn Girl (junto con Cosmic Boy y Lightning Lad) se introdujeron en el universo DC/LEGO en Lego DC Comics Super Heroes: Justice League – Cosmic Clash, nuevamente con la voz de Kari Wahlgren. Al ayudar a Batman en 2116, distrajeron a Brainiac/Superman el tiempo suficiente para permitir que Batman regresara a la Baticueva en Gotham City Saturn Girl proporcionó la ilusión para hacer que Brainiac/Superman pensara que mató a la Legión de Superhéroes. También le dieron a Batman su última esfera de tiempo restante, lo que le permitió regresar al presente.
- Saturn Girl apareció en la película original de DC Universe de 2019 Justice League vs. The Fatal Five, con la voz de Tara Strong.[38]
- Saturn Girl aparece en la película Legion of Super-Heroes de 2023 como un holograma, y fue uno de los fundadores de la Legión.

### Videojuegos
- En Injustice 2, Saturn Girl y otros miembros de la Legión de Superhéroes se ven en el final de Brainiac, donde Brainiac 5 se hizo pasar por el primero para derrotarlo. Si bien lo interrogaron por retroceder en el tiempo para detener a Brainiac, están complacidos de que haya detenido el alboroto de Brainiac.
- En DC Universe Online, Saturn Girl aparece en el episodio "Long Live the Legion" que tiene lugar en el siglo 31, tanto como aliada como enemiga mientras está bajo el control de Emperatriz Esmeralda.